# Trofeo Bahía de Algeciras
El Trofeo Bahía de Algeciras es un torneo amistoso disputado anualmente en  Algeciras, provincia de Cádiz. Se disputa desde 1975 hasta 1984. Después de unos años sin disputarse, vuelve a organizarse desde 1993 con el nombre de Trofeo Virgen de la Palma, tomando el nombre de las fiestas de la localidad (Virgen de la Palma). En esta ocasión ha venido disputándose sin interrupción hasta [2019].
Los partidos se disputan en el Nuevo Estadio Mirador, desde el año 2000 y anteriormente se disputaron en el estadio Mirador desde el comienzo de Torneo, hasta 1999, fecha en que se terminaron las obras del nuevo estadio.

## Palmarés
Trofeo Bahía de Algeciras
| Año  | Edición | Campeón                             | Resultado  | Subcampeón                                   |
| ---- | ------- | ----------------------------------- | ---------- | -------------------------------------------- |
| 1975 | I       | CD Palestino                        | triangular | Atlético de Ceuta Algeciras CF               |
| 1976 | II      | Deportivo Galicia                   | 1-1 (pen)  | Algeciras CF                                 |
| 1977 | III     | Algeciras CF                        | triangular | Szombathelyi Haladás Atlético CP             |
| 1978 | IV      | FC Sportul Studențesc București     | triangular | Juventude SC Algeciras CF                    |
| 1979 | V       | Maghreb Association Sportive of Fez | triangular | Algeciras CF Atlético de Ceuta               |
| 1980 | VI      | UD Salamanca                        | 1-0        | Algeciras CF                                 |
| 1981 | VII     | AD Almería                          | triangular | Algeciras CF Lusitano Ginasio Clube de Évora |
| 1982 | VIII    | Córdoba CF                          | triangular | Real Balompédica Linense Algeciras CF        |
| 1983 | IX      | Algeciras CF                        | triangular | Racing Club Portuense Juventude SC           |
| 1984 | X       | Cádiz CF                            | triangular | Algeciras CF Real Balompédica Linense        |

Trofeo Virgen de la Palma
| Año  | Edición | Campeón                  | Resultado | Subcampeón                     |
| ---- | ------- | ------------------------ | --------- | ------------------------------ |
| 1993 | I       | Algeciras CF             | 2-1       | UD Estepona                    |
| 1994 | II      | Algeciras CF             | 1-1 (pen) | Xerez CD                       |
| 1995 | III     | Olaria Atlético Clube    | 2-0       | Algeciras CF                   |
| 1996 | IV      | Algeciras CF             | 2-0       | Málaga CF                      |
| 1997 | V       | Algeciras CF             | 4-0       | Combinado Brasileiro Botafogo  |
| 1998 | VI      | Algeciras CF             | 1-0       | Málaga CF                      |
| 1999 | VII     | Algeciras CF             | 1-1 (pen) | Real Club Recreativo de Huelva |
| 2000 | VIII    | Algeciras CF             | 0-0 (pen) | Real Jaén CF                   |
| 2001 | IX      | Algeciras CF             | 2-0       | GD Estorial Praia              |
| 2002 | X       | Algeciras CF             | 2-0       | Sunderland AFC                 |
| 2003 | XI      | Málaga CF                | 2-2 (pen) | Algeciras CF                   |
| 2004 | XII     | UD Los Barrios           | 0-0 (pen) | Real Balompédica Linense       |
| 2005 | XIII    | Cádiz CF                 | 1-0       | Algeciras CF                   |
| 2006 | XIV     | UD Marbella              | 2-0       | Algeciras CF                   |
| 2007 | XV      | Cádiz CF                 | 1-0       | Algeciras CF                   |
| 2008 | XVI     | AD Ceuta                 | 2-0       | Algeciras CF                   |
| 2009 | XVII    | AD Ceuta                 | 0-0 (pen) | Algeciras CF                   |
| 2010 | XVIII   | Algeciras CF             | 2-0       | CD Alcalá de Guadaíra          |
| 2011 | XIX     | Algeciras CF             | 0-0 (pen) | Real Balompédica Linense       |
| 2012 | XX      | Cádiz CF                 | 2-2 (pen) | Algeciras CF                   |
| 2013 | XXI     | Algeciras CF             | 1-0       | Mogreb Atlético Tetuán         |
| 2014 | XXII    | Algeciras CF             | 2-0       | Vélez CF                       |
| 2015 | XXIII   | Algeciras CF             | 1-1 (pen) | UD Marbella                    |
| 2016 | XXIV    | Recreativo Granada       | 3-0       | Algeciras CF                   |
| 2017 | XXV     | Algeciras CF             | 2-1       | San Fernando CD Isleño         |
| 2018 | XXVI    | Real Balompédica Linense | 1-0       | Algeciras CF                   |
| 2019 | XXVII   | AD Ceuta FC              | 1-0       | Algeciras CF                   |
| 2021 | XXVIII  | Algeciras CF             | 3-2       | Al-Arabi FC                    |

## Campeones
Trofeo Bahía de Algeciras
| Equipo                              | Títulos | Ediciones   |
| ----------------------------------- | ------- | ----------- |
| Algeciras CF                        | 2       | 1977 y 1983 |
| CD Palestino                        | 1       | 1975        |
| Deportivo Galicia                   | 1       | 1976        |
| FC Sportul Studențesc București     | 1       | 1978        |
| Maghreb Association Sportive of Fez | 1       | 1979        |
| UD Salamanca                        | 1       | 1980        |
| AD Almería                          | 1       | 1981        |
| Córdoba CF                          | 1       | 1982        |
| Cádiz CF                            | 1       | 1984        |

Trofeo Virgen de la Palma
| Equipo                   | Títulos | Ediciones                                                                                      |
| ------------------------ | ------- | ---------------------------------------------------------------------------------------------- |
| Algeciras CF             | 16      | 1993, 1994, 1996, 1997, 1998, 1999, 2000, 2001, 2002, 2010, 2011, 2013, 2014, 2015, 2017, 2021 |
| Cádiz CF                 | 3       | 2005, 2007 y 2012                                                                              |
| AD Ceuta                 | 2       | 2008 y 2009                                                                                    |
| Olaria Atlético Clube    | 1       | 1995                                                                                           |
| Málaga CF                | 1       | 2003                                                                                           |
| UD Los Barrios           | 1       | 2004                                                                                           |
| UD Marbella              | 1       | 2006                                                                                           |
| Recreativo Granada       | 1       | 2016                                                                                           |
| Real Balompédica Linense | 1       | 2018                                                                                           |
| AD Ceuta FC              | 1       | 2019                                                                                           |